# Les filles du soleil
Les filles du soleil è un film del 2018 diretto da Eva Husson.

## Riconoscimenti
- 2018 - Festival di Cannes
  - In competizione per la Palma d'oro